# Leckmelm
Leckmelm (Schots-Gaelisch: Leac Mhailm) is een dorp op de oostelijke oever van Loch Broom ongeveer 6 kilometer ten zuidoosten van Ullapool in de Schotse lieutenancy Ross and Cromarty in het raadsgebied Highland.

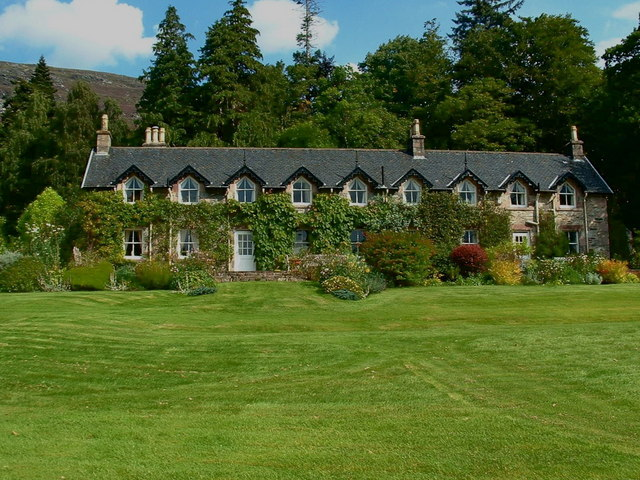
Leckmelm House